# Tolino Shine

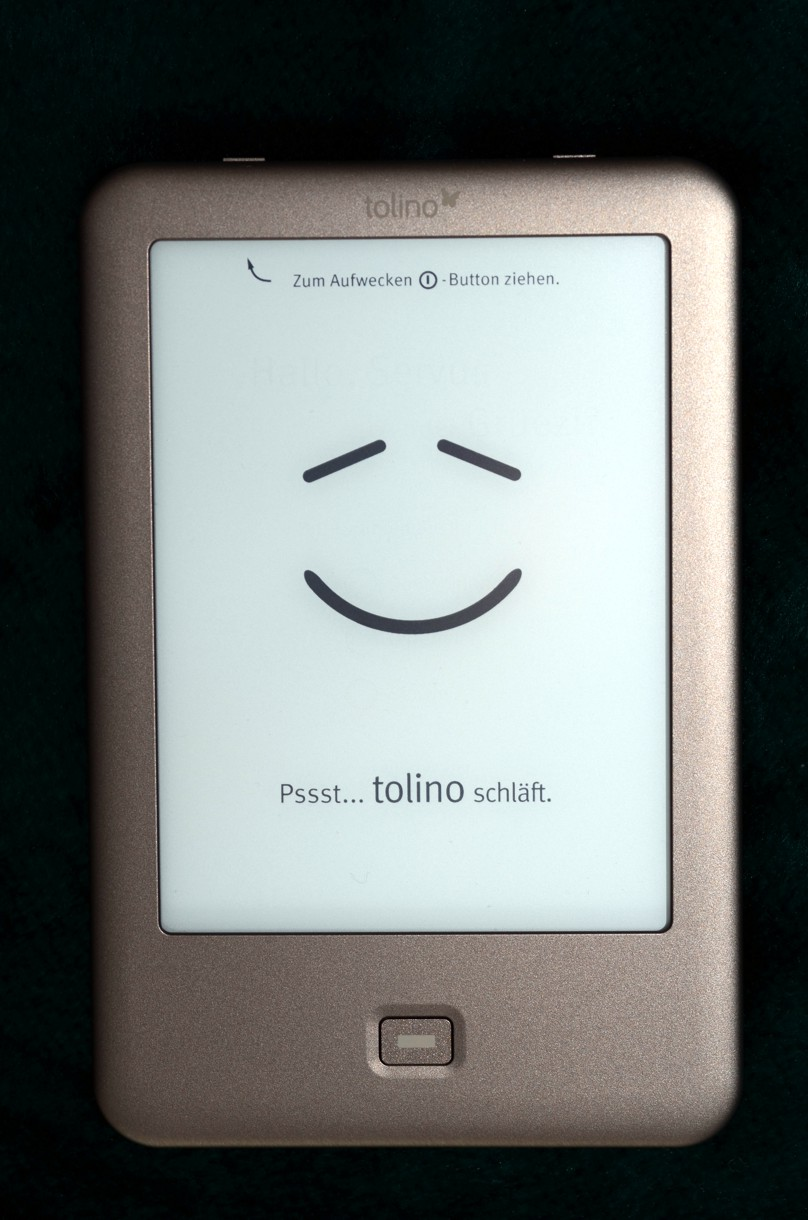
Tolino-Shine-Lesegerät

Der Tolino Shine (Eigenschreibweise tolino shine) ist ein E-Book-Reader, der in Deutschland, Österreich, Südtirol und der Schweiz seit März 2013 in Zusammenarbeit der Deutschen Telekom mit den Buchhändlern Thalia, Weltbild, Hugendubel, dem Buchgroßhändler Libri sowie der Osianderschen und der Mayerschen Buchhandlung neben weiteren Geräten der Marke Tolino vertrieben wurde. Die Deutsche Telekom war für die technische Umsetzung verantwortlich und stellte für den WLAN-fähigen E-Book-Reader zusätzlich einen kostenfreien Zugang zu den Telekom-Hotspots in Deutschland zur Verfügung. Das erste Gerät der Marke Tolino erreichte im Jahr nach seiner Markteinführung im deutschsprachigen Raum laut GfK einen Marktanteil von 35 % bei E-Books.
Der Tolino Shine wurde erstmals als „Alternative für digitales Lesen auf dem deutschen Markt“ und als E-Reading-Lösung für den deutschen Buchhandel konzipiert. Ein Teilaspekt dieser Zusammenarbeit wird sicherlich auch das starke Eingreifen in den Buchmarkt durch den amerikanischen Online-Handelsriesen Amazon und dessen geschlossene Plattform Kindle.
Die beteiligten Buchhändler der Tolino-Allianz stehen trotz des gemeinsamen Vertriebes der Marke Tolino weiterhin im Wettbewerb zueinander. Das Tolino-E-Book-Angebot – distribuiert durch Tolino Media - hält laut Angabe der Tolino-Allianz aktuell rund 1,8 Millionen E-Books bereit. Abhängig vom jeweiligen Tolino-Händler können E-Books direkt in einem vorinstallierten Shop auf dem Tolino Shine gekauft werden.
Mit dem Kauf eines Tolino Shine verbunden war der Zugriff auf die sogenannte Tolino Cloud. Dieser Cloud-Speicher kann genutzt werden, um zusätzliche z. B. anderweitig gekaufte E-Books (maximal jedoch 25 GByte) in der Tolino Cloud abzulegen. Auf die in der Tolino Cloud gespeicherten Daten kann von bis zu fünf verschiedenen Endgeräten zugegriffen werden.
Seit dem 31. Januar 2024 ist der Zugriff auf die Tolino Cloud für Tolino Shine nicht mehr möglich. („Aufgrund des hohen Alters des tolino shine 1 ist es uns leider nicht mehr möglich, das Gerät weiterhin zu unterstützen und einen sicheren Betrieb zu gewährleisten.“)

## Eigenschaften

### Bedienung
Der Tolino Shine hat neben dem Infrarot-Touchscreen drei Hardware-Tasten zur Bedienung: einen Ein-/Ausschalter (Schiebeschalter), mit dem das Gerät auch in den Standby-Modus versetzt werden kann, einen Schalter für die integrierte Bildschirmbeleuchtung und eine „Home“-Taste, die immer zur obersten Menü-Ebene (Startseite) zurückführt. Ein zusätzlicher Reset-Knopf befindet sich unter der Gehäuseklappe an der Unter- bzw. Rückseite des Gerätes.
E-Books in den Formaten EPUB (inkl. ACSM - kopiergeschützte E-Books), PDF und TXT können von E-Book-Händlern gekauft und direkt via WLAN auf den tolino shine heruntergeladen werden – allerdings können die Formate AZW oder KFX von Amazon und Apple nicht ohne gesonderte Konvertierung angezeigt werden. Adobe DRM wird für EPUB- und PDF-Dateien unterstützt. Neben dem direkten Herunterladen kann der Tolino Shine auch mittels USB-Kabel oder microSD-Karte mit E-Books befüllt werden. Die Übertragung eigener E-Books vom PC (bzw. NAS/Heimnetzwerk) erfolgt nur über den Micro-USB-Anschluss, eine Übertragung mittels des eingebauten WLAN-Adapters ist nur unter Nutzung des Webbrowsers möglich. Der Tolino Shine ist ohne Registrierung nutzbar. Über den integrierten Browser kann auf die öffentlichen Leihbibliotheken zugegriffen werden. Um E-Books direkt auf dem Gerät kaufen zu können, muss der Anwender einmalig drei Einstellungen vornehmen:
- einen WLAN-Zugang definieren
- einen Account beim Buchhändler einrichten. Der Händler ist vordefiniert, je nachdem, wo das Gerät erworben wurde. Alternativ kann der integrierte Webbrowser genutzt werden, um bei beliebigen Online-Buchhändlern E-Books im EPUB-Format einzukaufen und direkt auf das Gerät herunterzuladen.
- eine Adobe-ID registrieren, um DRM-geschützte E-Books öffnen zu können.

Zum Aufladen des internen Akkus dient ein Micro-USB-Anschluss, wie er inzwischen bei vielen mobilen Geräten wie z. B. Handys oder Tablets Standard ist. Im Lieferumfang des Tolino Shine befindet sich nur ein Micro-USB-Kabel, aber kein eigenes Netzteil. Die Akkulaufzeit beträgt laut Herstellerangaben bis zu sieben Wochen. Der Micro-USB-Anschluss befindet sich zusammen mit dem MicroSD-Karten-Einschub und dem Reset-Knopf unter der Gehäuseklappe am unteren Ende des Geräts.
Die Software des Tolino Shine basiert auf dem Betriebssystem Android 2.3.4, wobei dem Nutzer eine speziell angepasste Oberfläche zur Buch- und Geräteverwaltung zur Verfügung steht, jedoch kein Zugriff auf die restliche Android-Oberfläche möglich ist. Mit Hilfe des Root-Zugriffs lässt sich das ändern, d. h. auch externe Applikationen können dann installiert und genutzt werden. Das Rooten kann allerdings einen Verlust der Garantie zur Folge haben.

### Technische Daten
| Abmessungen               | 175 mm × 116 mm × 9,7 mm                                                                                             |
| Gewicht                   | 183 Gramm |
| Bildschirmtechnik         | E-Ink (E-Paper) „Pearl HD Display“ mit Infrarot-Touchscreen und Beleuchtung                                          |
| Bildschirmdiagonale       | 15,2 cm (6,0″) |
| Auflösung                 | 1024×758 Pixel, 213 dpi                                                                                              |
| Schriftarten              | 6 Schriftarten und 7 Schriftgrößen, E-Ink optimiert                                                                  |
| Prozessor                 | ARMv7 rev 5 (Freescale MX50), 800 MHz                                                                                |
| Arbeitsspeicher           | 256 MB RAM |
| Speicher                  | 4 GB interne MicroSD-Karte, davon 2 GB nutzbar, erweiterbar über externen MicroSDHC-Kartensteckplatz um bis zu 32 GB |
| Akku                      | 1500 mAh („bis zu 7 Wochen Akkulaufzeit“)                                                                            |
| Konnektivität             | MicroUSB, WLAN (802.11 b/g/n; nur für Webbrowser)                                                                    |
| Betriebssystem            | Android 2.3.4 |
| Aktuelle Softwareversion  | 10.5.0 (vom 24.12.2018)                                                                                              |
| unterstützte Dateiformate | EPUB (mit und ohne DRM), PDF (mit und ohne DRM), TXT                                                                 |
| Hersteller                | Longshine (Taiwan)                                                                                                   |

### Kritik
Anfangs wurde häufig der geringe Funktionsumfang des Tolino Shine kritisiert. Inzwischen wurden durch Software-Aktualisierungen Funktionen wie Sammlungen, Wörterbücher, Übersetzungen, eine Notiz- und Markierungsfunktion und das Lesen im Querformat ergänzt.